# Socha Panny Marie (Bohušov)
Socha Panny Marie s dítětem stojí za hasičskou zbrojnicí v Bohušově v okrese Bruntál. Klasicistní socha je chráněná jako kulturní památka a byla zapsána do Ústředního seznamu kulturních památek ČR.

## Popis
Pískovcová socha Panny Marie byla zhotovená v roce 1842 Leopoldem Krebsem. Je postavená na vysokém hranolovém podstavci. Na nízkém stupni, který má na čelní straně konkávně vykrojené hrany, stojí na soklu vlastní podstavec. Sokl má výraznou patku a je ukončen jednoduchou římsou, vzadu je nápis:
| „ | ERBAUT im Jahre 1842 von Leopold Krebs | “ |

Podstavec se zužuje směrem vzhůru, má vybrané rohy a je ukončen fabionovou římsou členěnou v ose do volutově stáčejícího se segmentu. Pod volutami je reliéf hlav dvou andílků, kteří odhrnují závěs lemující oválné zrcadlo s nápisem:   
| „ | O Maria bitt für uns | “ |

Pod závěsem je vavřínový ovál s vytesaným třířádkovým nápisem: 
| „ | Dir Mutter will ich mich ergeben Osey main Trost in aller Noth! Maria Schütze mich im Leben Und steh mir bei in meinem Tod Amen | “ |

. Na bocích podstavce jsou mělké výklenky s vloženými palmetami. Na podstavci na oblačné základně stojí mírně esovitě prohnutá socha Panny Marie s korunkou na mírně nakloněné hlavě. Na pravé ruce drží nahého Ježíška a levou rukou jej přidržuje. Ježíšek drží zeměkouli na klíně a levou ruku má nataženou přes hruď Panny Marie.